# Карл Едуард Геллмайр
Карл Едуард Геллмайр (нім. Carl Eduard Hellmayr, 1878—1944) — австрійський орнітолог та ботанік, автор описання нових таксонів. Окрім птахів, він із дружиною також захоплювався орхідеями.

## Біографія
Геллмайр народився у Відні і навчався у Віденському університеті, хоча і не отримав науковий ступінь. Після навчання працював у Відні, Мюнхені, Берліні, Парижі, Трінгу (Англія) та Чикаго.
У 1905—1908 роках вивчав приватну колекцію птахів барона Ротшильда в Трінгу, недалеко від Лондона. Там паралельно він навчався в німецького орнітолога Ернста Гартерта.
У 1908 році Геллмайр призначений куратором відділу птахів в Баварському державному музеї, який він допоміг організувати в 1903 році, і де він став фахівцем з неотропічних птахів, вивчаючи колекцію бразильських птахів Йоганна Баптиста фон Спікса.
У 1922 році його призначили куратором зоології в Музеї Філда в Чикаго. Він пропрацював там до 1931 року. Він став автором 13 з 15 томів «Каталогу птахів Америки» (1918—1949), праця, започаткована Чарльзом Б. Корі. З Генрі Бордменом Коновером видав книгу «Птахи Чилі».
У 1931 році Геллмайр повернувся до Відня. Після нацистського захоплення Австрії в 1938 році він був заарештований і ненадовго ув'язнений за його несимпатію до нацистської партії. Після звільнення разом з дружиною емігрував до Швейцарії. Він помер у 1944 році в Орселіні, поблизу Локарно.